# Ülemiste (Tallinn)

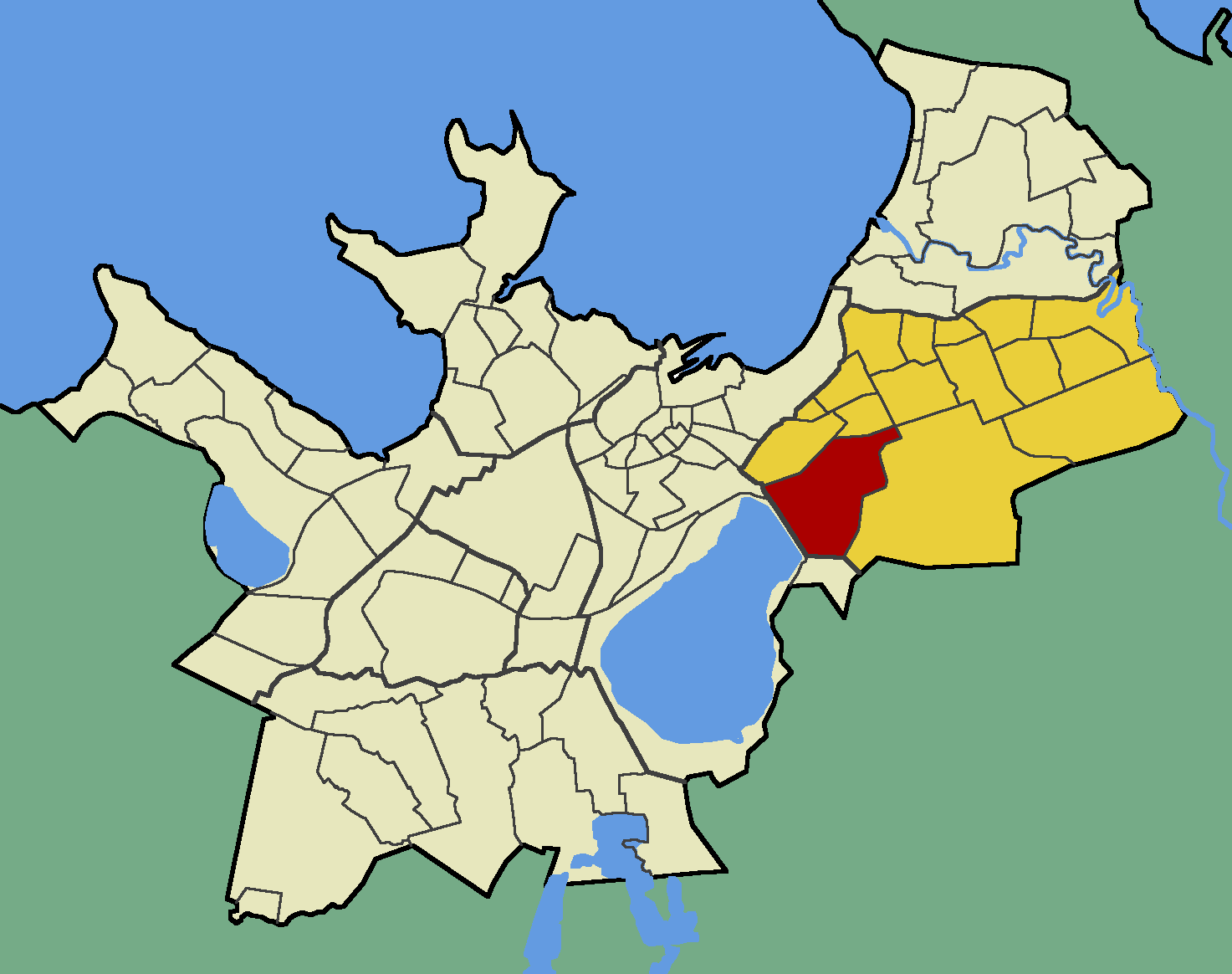
Der Bezirk Ülemiste (rot) im Tallinner Stadtteil Lasnamäe (gelb)

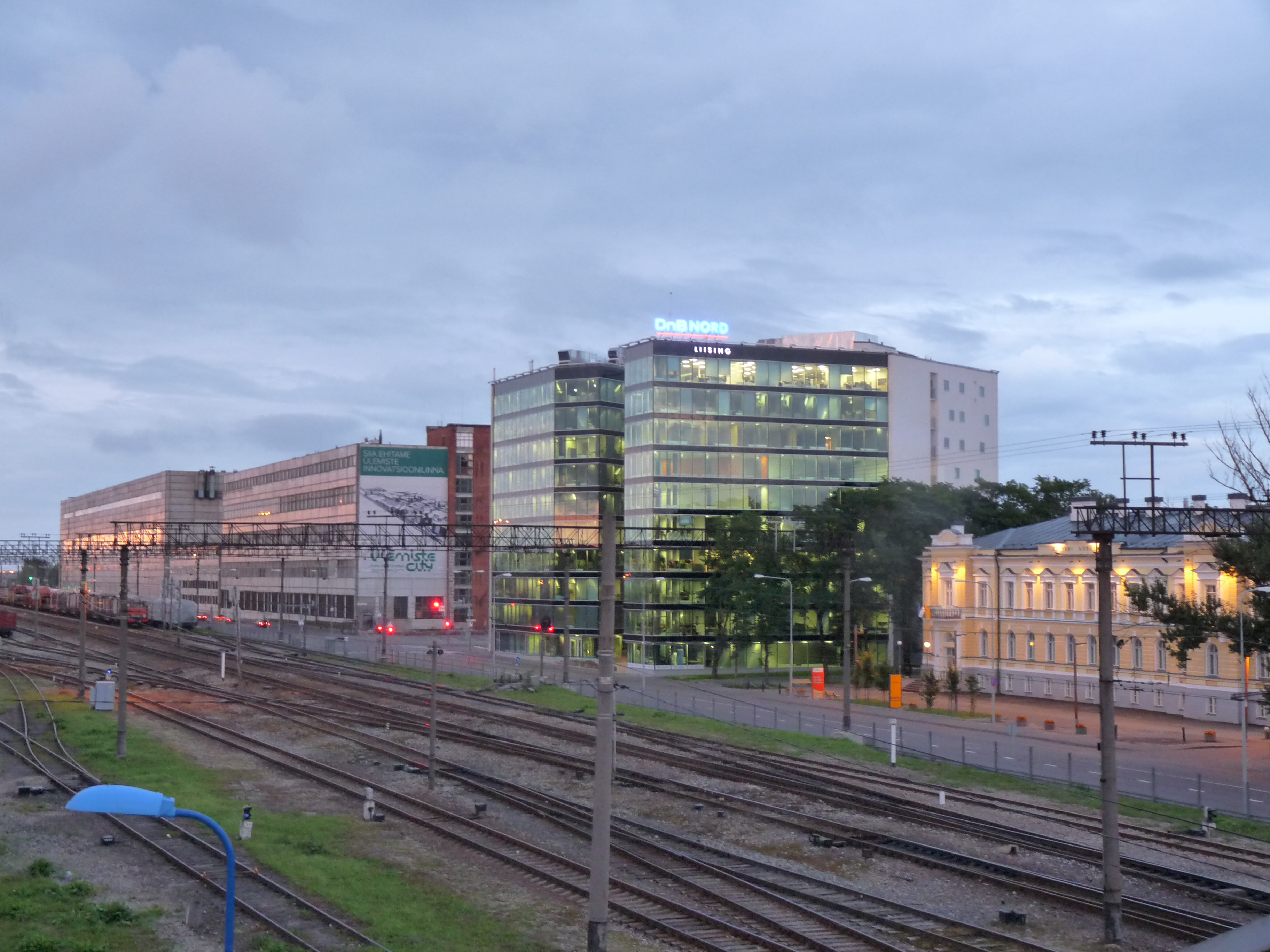
Bahntrasse in Ülemiste (2009)

Ülemiste ist ein Bezirk (estnisch asum) der estnischen Hauptstadt Tallinn. Er liegt im Stadtteil Lasnamäe.

## Beschreibung
Der Stadtbezirk hat 1.453 Einwohner (Stand 1. Mai 2010). Der Bezirk liegt nordöstlich des gleichnamigen Sees Ülemiste järv („Oberer See“). In Ülemiste liegt der internationale Flughafen Tallinns, der Flughafen Tallinn-Lennart Meri. Der Flughafen trug bis 2006 den Namen Tallinn-Ülemiste.
Ülemiste hat außerdem einen Passagier- und Frachtbahnhof. Er wird von den estnischen Eisenbahngesellschaften Operail und Go Rail (Fracht) und Eesti Liininrongid (Personenverkehr) bedient. In dem Bezirk befindet sich außerdem ein großes Einkaufszentrum, das Ülemiste keskus. Im Stadtteil befindet sich der Gewerbepark Ülemiste City. Der Bahnhof wird im Moment zum Systemhalt an die Eisenbahn-Schnellfahrstrecke Rail Baltica ausgebaut.